# Santa Anna, Texas
Santa Anna là một nơi ấn định cho điều tra dân số (CDP) thuộc quận Coleman, tiểu bang Texas, Hoa Kỳ. Năm 2010, dân số của nơi này là 13 người.